# Cynorkis villosa
Cynorkis villosa är en orkidéart som beskrevs av Robert Allen Rolfe. Cynorkis villosa ingår i släktet Cynorkis, och familjen orkidéer.
Artens utbredningsområde är Madagaskar. Inga underarter finns listade i Catalogue of Life.

## Bildgalleri

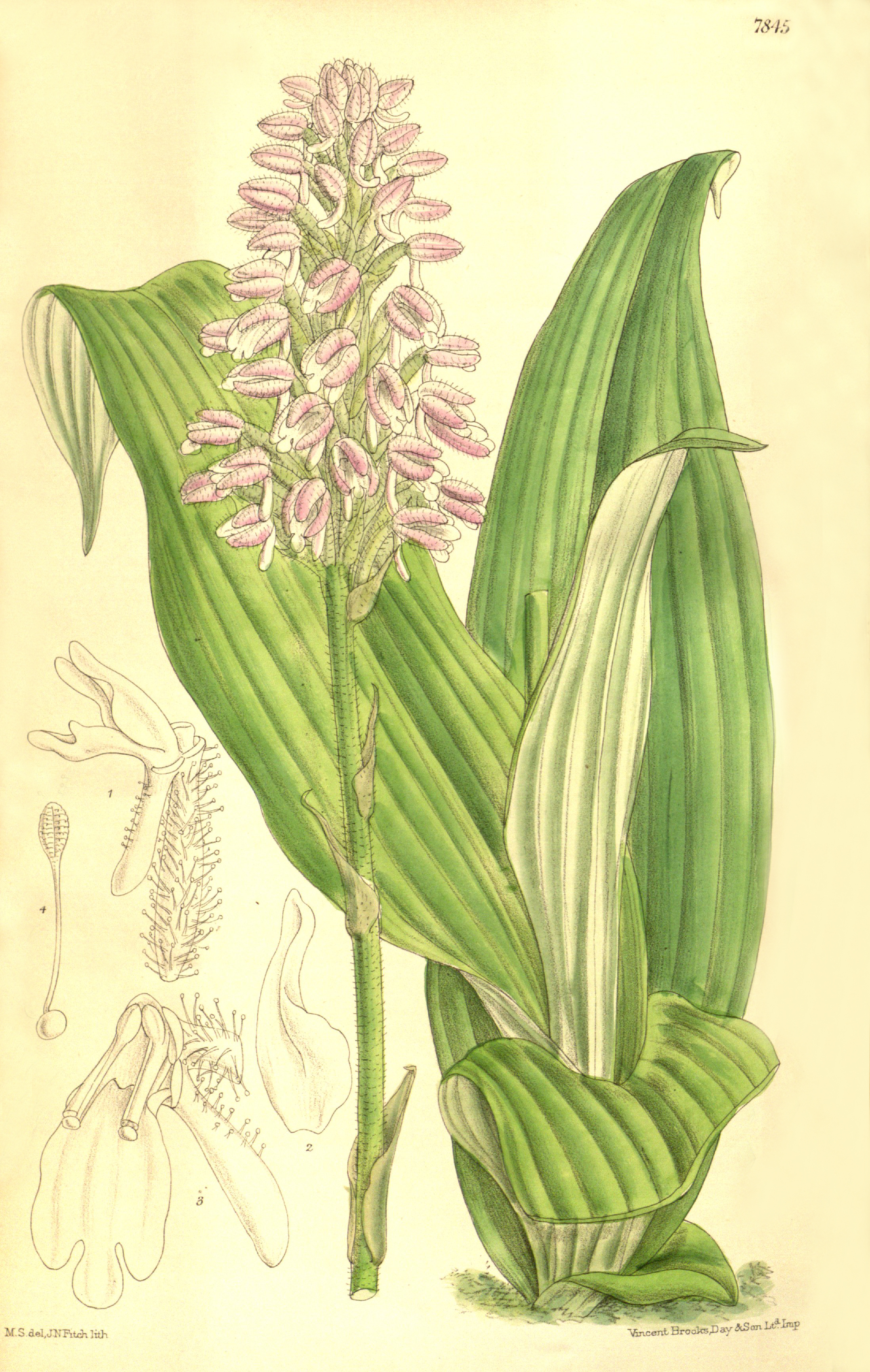